# Кубраков Іван Володимирович
Іван Володимирович Кубраков (біл. Іван Уладзіміравіч Кубракоў; нар. 5 травня 1975, c. Малиновка Костюковицького району Могильовської области) — білоруський політичний діяч, генерал-лейтенант міліції, міністр внутрішніх справ Республіки Білорусь (з 2020 року).

## Життєпис
Народився в селі Малинівка Костюковицького району у багатодітній родині. Його батько Володимир Тимофійович працював на пекарні в сусідньому селі Белинковичі, потім був сторожем і вівчарем, а мати Ганна Володимирівна працювала на фермі.
Закінчив Мінську спеціальну середню школу міліції імені М. B. Фрунзе та Академію Міністерства Внутрішніх Справ Республіки Білорусь.
|  | Коли я закінчив середню школу міліції й мені потрібно було перейти на роботу, мої друзі, які вже працювали в правоохоронних органах, порадили мені йти на будь-яку посаду, крім дільничного. Мені віщували безсонні ночі та пекельну роботу. Але нікого не послухав. 2001 року я отримав дільницю у Центральному відділку та зрозумів, що це навіть складніше, ніж мені сказали. Одначе я не шкодую про свій вибір, адже завдяки цьому я отримав неоціненний досвід |

Службу в міліції розпочав 1995 року. З 2001 року працював дільничним офіцером міліції Центрального району Мінська, потім старшим дільничним інспектором управління охорони правопорядку та профілактики управління внутрішніх справ адміністрації центрального району Мінська, яке згодом очолював. Підконтрольний Заславльському відділу Мінського відділу поліції.
2012 року був ініціатором повернення спецпідрозділів міліції, які на той час вже змінили кілька назв, назви «ОМОН». Його пропозицію підтримав тодішній міністр внутрішніх справ Ігор Шуневич і доручив розробити пропозиції щодо реформування полку спецполіції та роти швидкого реагування з метою підвищення їхньої ефективности та функціональности. Проаналізувавши низку пропозицій щодо вдосконалення форми, техніки, озброєння та тактичних схем, запропонували створити бойову чоту складі ОМОН, що за потреби міг би виконувати функції підрозділу з боротьби проти тероризму до прибуття головних сил.
2015 року працював заступником керівника головного управління — керівником відділу правоохоронної діяльности Головного управління охорони правопорядку та запобігання міліції громадської безпеки МВС Республіки Білорусь.
2016 року працював заступником начальника головного управління внутрішніх справ Мінського міського виконавчого комітету — начальником міліції громадської безпеки.
12 травня 2017 призначений начальником Управління внутрішніх справ Вітебського облвиконкому.
29 червня 2018 року Іванові Кубракову присвоїли спеціальне звання генерал-майора міліції.
28 березня 2019 року він був призначений начальником Головного управління внутрішніх справ Мінського міського виконавчого комітету.
29 жовтня 2020 року призначений міністром внутрішніх справ Республіки Білорусь. Наступного дня Олександр Лукашенко надав Іванові Кубракову звання генерал-лейтенанта міліції.

## Міжнародні санкції
31 серпня 2020 року Івана Кубракова внесли до списку осіб, яким накладено безстрокову заборону на в'їзд до Латвії, п'ятирічну заборону на в'їзд до Естонії та заборону на в'їзд до Литви через те, що «своїми діями він організовував і підтримував фальсифікацію президентських виборів 9 серпня і подальше жорстоке придушення мирних протестів».
2 жовтня 2020 року Івана Кубракова внесли до списку білоруських державних та посадових осіб, щодо яких ЄС запровадив санкції. За словами Ради Європейського Союзу, він відповідає за «кампанію репресій та залякування, проведену поліцією після президентських виборів 2020 року, зокрема за свавільні арешти та жорстоке поводження з мирними демонстрантами, включно з катуванням, а також за залякування та насильство щодо новинарів».
Крім того, Кубракова до своїх санкційних списків внесли Велика Британія, Канада, Швейцарія. Також Кубраков перебуває в списку спеціально позначених громадян і заблокованих осіб США.
У 2022 році після вторгнення Росії в Україну Японія та Україна запровадили персональні санкції проти Кубракова.

## Нагороди
- Орден «За службу Батьківщині» III ступеня;
- медаль «За бездоганну службу» III ступеня;
- медаль «За бездоганний сервіс» II ступеня (2015 р.)[18];
- медаль «За бездоганний сервіс» І ступеня (2016)[19].